# Izeh (Verwaltungsbezirk)
Izeh (persisch شهرستان ایذه) ist ein Schahrestan in der Provinz Chuzestan im Iran. Er enthält die Stadt Izeh, welche die Hauptstadt des Verwaltungsbezirks ist. Die Mehrheit der Bevölkerung gehört den Bachtiaren an.

## Demografie
Bei der Volkszählung 2016 betrug die Einwohnerzahl des Schahrestan 198.871. Die Alphabetisierung lag bei 81 Prozent der Bevölkerung. Knapp 63 Prozent der Bevölkerung lebten in urbanen Regionen.
| Zensusjahr | Einwohnerzahl |
| ---------- | ------------- |
| 2011       | 203.621       |
| 2016       | 198.871       |